# Sumber Pakem
Sumber Pakem is een bestuurslaag in het regentschap Jember van de provincie Oost-Java, Indonesië. Sumber Pakem telt 5932 inwoners (volkstelling 2010).